# Txumakov
Txumakov - Чумаков (rus) - és un khútor de la República d'Adiguèsia, a Rússia. Es troba a la vora del riu Bélaia, a 9 km al sud-oest de Krasnogvardéiskoie i a 70 km al nord-oest de Maikop, la capital de la república.
Pertany al municipi de Krasnogvardéiskoie.